# Corollospora californica
Corollospora californica är en svampart som beskrevs av Kohlm. & Volkm.-Kohlm. 1997. Corollospora californica ingår i släktet Corollospora och familjen Halosphaeriaceae.   Inga underarter finns listade i Catalogue of Life.